# Eleições autárquicas portuguesas de 1976 no distrito de Beja
| Eleições autárquicas portuguesas de 1976 Distritos: Aveiro \| Beja \| Braga \| Bragança \| Castelo Branco \| Coimbra \| Évora \| Faro \| Guarda \| Leiria \| Lisboa \| Portalegre \| Porto \| Santarém \| Setúbal \| Viana do Castelo \| Vila Real \| Viseu \| Açores \| Madeira |

## Resultados por concelho
Os resultados nos concelhos do distrito de Beja foram os seguintes:

### Aljustrel
| Partido                 | Partido                     | Votos | %               | Vereadores |
| ----------------------- | --------------------------- | ----- | --------------- | ---------- |
|                         | Frente Eleitoral Povo Unido | 4 270 | 58,72 / 100,00  | 3 / 5      |
|                         | Partido Socialista          | 2 555 | 35,13 / 100,00  | 2 / 5      |
| Votos Inválidos         | Votos Inválidos             | 447   | 6,15 / 100,00   |            |
| Total                   | Total                       | 7 272 | 100,00 / 100,00 | 5 / 5      |
| Eleitorado/Participação | Eleitorado/Participação     | 9 449 | 76,96 / 100,00  |            |

### Almodôvar
| Partido                 | Partido                     | Votos | %               | Vereadores |
| ----------------------- | --------------------------- | ----- | --------------- | ---------- |
|                         | Partido Socialista          | 2 786 | 64,61 / 100,00  | 4 / 5      |
|                         | Partido Social Democrata    | 657   | 15,24 / 100,00  | 1 / 5      |
|                         | Frente Eleitoral Povo Unido | 545   | 12,64 / 100,00  | 0 / 5      |
| Votos Inválidos         | Votos Inválidos             | 324   | 7,52 / 100,00   |            |
| Total                   | Total                       | 4 312 | 100,00 / 100,00 | 5 / 5      |
| Eleitorado/Participação | Eleitorado/Participação     | 7 781 | 55,42 / 100,00  |            |

### Alvito
| Partido                 | Partido                     | Votos | %               | Vereadores |
| ----------------------- | --------------------------- | ----- | --------------- | ---------- |
|                         | Partido Socialista          | 828   | 48,99 / 100,00  | 3 / 5      |
|                         | Frente Eleitoral Povo Unido | 737   | 43,61 / 100,00  | 2 / 5      |
| Votos Inválidos         | Votos Inválidos             | 125   | 7,39 / 100,00   |            |
| Total                   | Total                       | 1 690 | 100,00 / 100,00 | 5 / 5      |
| Eleitorado/Participação | Eleitorado/Participação     | 2 296 | 73,61 / 100,00  |            |

### Barrancos
| Partido                 | Partido                     | Votos | %               | Vereadores |
| ----------------------- | --------------------------- | ----- | --------------- | ---------- |
|                         | Frente Eleitoral Povo Unido | 526   | 49,95 / 100,00  | 3 / 5      |
|                         | Partido Socialista          | 397   | 37,70 / 100,00  | 2 / 5      |
| Votos Inválidos         | Votos Inválidos             | 130   | 12,35 / 100,00  |            |
| Total                   | Total                       | 1 053 | 100,00 / 100,00 | 5 / 5      |
| Eleitorado/Participação | Eleitorado/Participação     | 1 662 | 63,36 / 100,00  |            |

### Beja
| Partido                 | Partido                                            | Votos  | %               | Vereadores |
| ----------------------- | -------------------------------------------------- | ------ | --------------- | ---------- |
|                         | Frente Eleitoral Povo Unido                        | 9 964  | 49,04 / 100,00  | 4 / 7      |
|                         | Partido Socialista                                 | 6 840  | 33,67 / 100,00  | 3 / 7      |
|                         | Grupos Dinamizadores de Unidade Popular            | 1 031  | 5,07 / 100,00   | 0 / 7      |
|                         | Centro Democrático Social                          | 1 006  | 4,95 / 100,00   | 0 / 7      |
|                         | Partido Comunista de Portugal (marxista-leninista) | 328    | 1,61 / 100,00   | 0 / 7      |
| Votos Inválidos         | Votos Inválidos                                    | 1 148  | 5,65 / 100,00   |            |
| Total                   | Total                                              | 20 317 | 100,00 / 100,00 | 7 / 7      |
| Eleitorado/Participação | Eleitorado/Participação                            | 27 561 | 73,72 / 100,00  |            |

### Castro Verde
| Partido                 | Partido                     | Votos | %               | Vereadores |
| ----------------------- | --------------------------- | ----- | --------------- | ---------- |
|                         | Frente Eleitoral Povo Unido | 2 149 | 56,96 / 100,00  | 3 / 5      |
|                         | Partido Socialista          | 1 400 | 37,11 / 100,00  | 2 / 5      |
| Votos Inválidos         | Votos Inválidos             | 224   | 5,94 / 100,00   |            |
| Total                   | Total                       | 3 773 | 100,00 / 100,00 | 5 / 5      |
| Eleitorado/Participação | Eleitorado/Participação     | 5 768 | 65,41 / 100,00  |            |

### Cuba
| Partido                 | Partido                     | Votos | %               | Vereadores |
| ----------------------- | --------------------------- | ----- | --------------- | ---------- |
|                         | Frente Eleitoral Povo Unido | 1 958 | 55,85 / 100,00  | 3 / 5      |
|                         | Partido Socialista          | 1 280 | 36,51 / 100,00  | 2 / 5      |
| Votos Inválidos         | Votos Inválidos             | 268   | 7,64 / 100,00   |            |
| Total                   | Total                       | 3 506 | 100,00 / 100,00 | 5 / 5      |
| Eleitorado/Participação | Eleitorado/Participação     | 4 461 | 78,59 / 100,00  |            |

### Ferreira do Alentejo
| Partido                 | Partido                     | Votos | %               | Vereadores |
| ----------------------- | --------------------------- | ----- | --------------- | ---------- |
|                         | Frente Eleitoral Povo Unido | 2 969 | 47,33 / 100,00  | 3 / 5      |
|                         | Partido Socialista          | 2 938 | 46,84 / 100,00  | 2 / 5      |
| Votos Inválidos         | Votos Inválidos             | 366   | 5,84 / 100,00   |            |
| Total                   | Total                       | 6 273 | 100,00 / 100,00 | 5 / 5      |
| Eleitorado/Participação | Eleitorado/Participação     | 8 544 | 73,42 / 100,00  |            |

### Mértola
| Partido                 | Partido                     | Votos | %               | Vereadores |
| ----------------------- | --------------------------- | ----- | --------------- | ---------- |
|                         | Frente Eleitoral Povo Unido | 3 324 | 56,27 / 100,00  | 4 / 5      |
|                         | Partido Socialista          | 1 571 | 26,60 / 100,00  | 1 / 5      |
|                         | Centro Democrático Social   | 537   | 9,09 / 100,00   | 0 / 5      |
| Votos Inválidos         | Votos Inválidos             | 475   | 8,04 / 100,00   |            |
| Total                   | Total                       | 5 907 | 100,00 / 100,00 | 5 / 5      |
| Eleitorado/Participação | Eleitorado/Participação     | 9 640 | 61,28 / 100,00  |            |

### Moura
| Partido                 | Partido                                 | Votos  | %               | Vereadores |
| ----------------------- | --------------------------------------- | ------ | --------------- | ---------- |
|                         | Partido Socialista                      | 4 566  | 46,67 / 100,00  | 4 / 7      |
|                         | Frente Eleitoral Povo Unido             | 4 138  | 42,30 / 100,00  | 3 / 7      |
|                         | Grupos Dinamizadores de Unidade Popular | 460    | 4,70 / 100,00   | 0 / 7      |
| Votos Inválidos         | Votos Inválidos                         | 619    | 6,33 / 100,00   |            |
| Total                   | Total                                   | 9 783  | 100,00 / 100,00 | 7 / 7      |
| Eleitorado/Participação | Eleitorado/Participação                 | 14 768 | 66,24 / 100,00  |            |

### Odemira
| Partido                 | Partido                     | Votos  | %               | Vereadores |
| ----------------------- | --------------------------- | ------ | --------------- | ---------- |
|                         | Frente Eleitoral Povo Unido | 6 448  | 47,35 / 100,00  | 4 / 7      |
|                         | Partido Socialista          | 5 447  | 40,00 / 100,00  | 3 / 7      |
|                         | Partido Social Democrata    | 855    | 6,28 / 100,00   | 0 / 7      |
| Votos Inválidos         | Votos Inválidos             | 868    | 6,37 / 100,00   |            |
| Total                   | Total                       | 13 618 | 100,00 / 100,00 | 7 / 7      |
| Eleitorado/Participação | Eleitorado/Participação     | 22 674 | 60,06 / 100,00  |            |

### Ourique
| Partido                 | Partido                     | Votos | %               | Vereadores |
| ----------------------- | --------------------------- | ----- | --------------- | ---------- |
|                         | Partido Social Democrata    | 1 742 | 47,58 / 100,00  | 3 / 5      |
|                         | Frente Eleitoral Povo Unido | 1 033 | 28,22 / 100,00  | 1 / 5      |
|                         | Partido Socialista          | 678   | 18,52 / 100,00  | 1 / 5      |
| Votos Inválidos         | Votos Inválidos             | 208   | 5,68 / 100,00   |            |
| Total                   | Total                       | 3 661 | 100,00 / 100,00 | 5 / 5      |
| Eleitorado/Participação | Eleitorado/Participação     | 6 435 | 56,89 / 100,00  |            |

### Serpa
| Partido                 | Partido                     | Votos  | %               | Vereadores |
| ----------------------- | --------------------------- | ------ | --------------- | ---------- |
|                         | Frente Eleitoral Povo Unido | 5 852  | 50,00 / 100,00  | 4 / 7      |
|                         | Partido Socialista          | 4 780  | 40,84 / 100,00  | 3 / 7      |
|                         | Centro Democrático Social   | 493    | 4,21 / 100,00   | 0 / 7      |
| Votos Inválidos         | Votos Inválidos             | 578    | 4,94 / 100,00   |            |
| Total                   | Total                       | 11 703 | 100,00 / 100,00 | 7 / 7      |
| Eleitorado/Participação | Eleitorado/Participação     | 15 757 | 74,27 / 100,00  |            |

### Vidigueira
| Partido                 | Partido                     | Votos | %               | Vereadores |
| ----------------------- | --------------------------- | ----- | --------------- | ---------- |
|                         | Partido Socialista          | 1 945 | 46,89 / 100,00  | 3 / 5      |
|                         | Frente Eleitoral Povo Unido | 1 929 | 46,50 / 100,00  | 2 / 5      |
| Votos Inválidos         | Votos Inválidos             | 274   | 6,61 / 100,00   |            |
| Total                   | Total                       | 4 148 | 100,00 / 100,00 | 5 / 5      |
| Eleitorado/Participação | Eleitorado/Participação     | 5 756 | 72,06 / 100,00  |            |